# استیون اسپندر
سِر استیون اسپندر (فرماندهِ رتبهٔ امپراتوری بریتانیا) (۲۸ فوریه ۱۹۰۹ – ۱۶ ژوئیه ۱۹۹۵) شاعر، رمان‌نویس و مقاله‌نویس انگلیسی که مضمون آثارش «بی‌عدالتی اجتماعی» و «مبارزهٔ طبقاتی» بود. او هفدهمین ملک‌الشعرای مشاور کتابخانه کنگره در امر شعر در کتابخانهٔ کنگرهٔ ایالات متحده است که در سال ۱۹۶۵ منصوب شد.
از استیون اسپندر تا کنون در زبان فارسی کتابی منتشر نشده است. در ادامه یک شعر معروف و بلند از اسپندر را با ترجمه و بازسرایی سهند آقایی می‌خوانید:

پانوشتی برای فصلِ «روز کار» مارکس
خبر رسیده گفته‌اند:
چهار در چهار
به عبارتی می‌کند هشت
و شاهِ شاهان که زر از آنِ اوست
ملکه‌ای‌ست
با پورِ شاهزاده‌خانمش
جهانگیرِ کاخی موسوم به لندن

خبر رسیده 
سگی به نام «او»ست
مردی که جهان و هر چه در اوست، از اوست
و طوفانی گذشته از سرِ دنیا
همه غریقِ او 
الّا
مردی که پرنده بود

باری،
شاید که مرده‌اند همه
و ما
پرندگانیم و
قفس‌گرفتگانِ ابلیس
لیک
ابلیسی که خیر است همه
کارگرانِ معدنیم همچنان
در قفس‌های پوسیدمان گویی
مائیم و دودکش‌ها
که نردبان‌هایند همه
اگر که بتوانید

آه ای صداهای چهچهه‌آسای کودکانی که به زانو می‌خزند
پای صفحاتی شلوغ
میانِ یادداشت‌های کتاب‌های «آبی» و «تاریخ»
ای شمایانی که پرندگانید همه
به سال‌های بی آواز
ای شمایانی که جوانانید همه
چون جوان‌ترینِ خدایان
ای کودکانِ جاودانه 
آه!
ای ارواحِ کوته‌مانده‌ی خاک در حریرِ حبریِ پرده‌های مِه
مویه‌کنانید همه
در روزانِ بی‌نهایتِ این چرخِ شب‌زده
به پای مادرانی عریان و مقدّس
با کمر‌هایی بسته‌ی کار و کشیدنِ گاری
همه در یک راه
غروب را نگرانم همه
شمایانی را که آویخته‌اید انگار و خمیده‌اید از ابر
پردگانید همه
کشیده می‌شوید هر دم
تا که پرده افکنید از آن نگاهِ اعورانه‌ی آرام و انتظار
بر بلندای عصری نادان و غم‌گزای